# Джинджа
Джи́нджа (англ. Jinja) — місто в Уганді, розташоване в Східній області і є адміністративним центром однойменного округу.

## Географія
Висота центру НП становить 1167 метрів над рівнем моря.

## Історія
Місто було засноване в 1901 році британськими поселенцями.

## Економіка
Джинджа має другу за величиною економіку в Уганді. Стратегічне розташування міста біля витоків річки Ніл із численними електростанціями робить його ідеальним для індустріалізації. MM Integrated Steel Uganda Limited є одним із провідних виробників сталі в регіоні. Працює фабрика з виробництва пальмової олії, яка переробляє плоди пальми вирощені на островах озера Вікторія. В місті знаходяться штаб-квартири багатьох угандійських компаній. Kiira Motors Corporation, також відома як Kiira EV Project, місцева стартап-автомобілебудівна компанія, планує тут створити перше підприємство з виробництва автомобілів в Уганді.
Біля міста розташована гідроелектростанція Оуен-Фолс.

## Туризм
Місто Джинджа вважається туристичним центром Африки з численними розвагами для туристів, такими як катання на байдарках, традиційні танці, вітрильний спорт, місцеві бої, катання на конях, нічне життя, їзда на велосипеді, прогулянки за місто, відвідування музеїв, водний рафтинг, відвідування палацу Королівства Бусога, кемпінг, відвідування пляжів, походи в гори, риболовля, дегустація їжі, катання по Нілу, банджі-джампінг, сонячні ванни, водні лижі, відвідування лісів, віндсерфінг, катання на каное, екскурсії по плантаціях і фабриках цукрової тростини, відвідування портового пірсу міста Джинджа, відвідування витоку річки Ніл, відвідування водоспадів Макванзі, Бусовоко та Ітанда.